# 加利利的犹大
加利利的犹大是罗马帝国犹太行省的犹太人领袖，他在公元6年率众反抗总督奎利尼乌斯为征税而举行的户口登记。他的反抗促成了奋锐党的兴起，并最终引发了第一次猶太–羅馬戰爭。他的事迹见诸弗拉維奧·約瑟夫斯的《猶太戰史》和《猶太古史》以及新约圣经中的《使徒行传》。